# Fremont-Kultur

Karte der geographischen Verbreitung der Fremont-Kultur

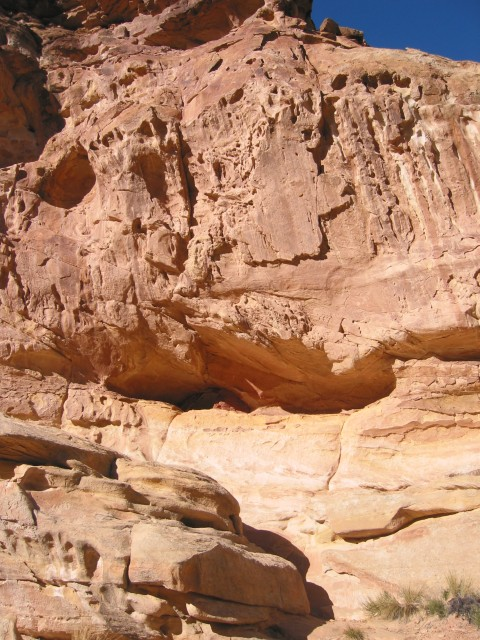
Felswand mit Getreidespeicher der Fremont

Die Fremont-Kultur (neuere Wissenschaftler sprechen jedoch aufgrund der wechselnden Multiethnizität nicht von einer Kultur, sondern bevorzugt vom "Fremont complex") begann im 1. Jahrhundert n. Chr. in einem Gebiet, das Teile der heutigen US-Bundesstaaten Utah, Ost-Nevada, West-Colorado und Süd-Idaho umfasste, und existierte bis ins 14. Jahrhundert. Gemeinsame Kennzeichen des Fremont-Komplexes waren der Maisanbau, Lehmziegelarchitektur, Grubenhäuser und die Keramik. Seinen heutigen Namen hat dieser Komplex seit 1931 vom Fremont River in Utah.
Den Anbau von Mais, Bohnen und Kürbissen an Wasserläufen ergänzten die Fremont mit Jagd und Sammlerei. Ihr Getreide bewahrten sie in Speichern auf, die hoch an Felswänden lagen. Dies sowie die geschützte Lage von Siedlungen weist auf gewaltsame Konflikte, etwa um knappe Vorräte, hin. Die Fremont hinterließen zahlreiche Felszeichnungen.
Südwestlich des Fremont-Komplexes bestand die benachbarte Anasazi-Kultur.
Da die Träger des Fremont-Komplexes zu unterschiedlichen ethnischen Gruppen gehörten und unterschiedliche Lebensräume bewohnten, gab es viele regionale Spielarten. Einige davon waren:
- Parowan-Fremont: 900–1250 im südwestlichen Utah, mit starkem Anasazi-Einfluss.

- Sevier-Fremont: 870–1250 im westlichen Utah und im östlichen Nevada, mit saisonalen Siedlungen und kleineren Gemeinschaften.

- Great-Salt-Lake-Fremont: 400–1350 mit einer Dominanz von Jagen und Sammeln gegenüber dem Gartenbau.

- Uinta-Basin-Fremont: 650–950 im nordöstlichen Utah mit einer geringeren Bedeutung des Gartenbaus.

- San-Raphael-Fremont: 700–1250 im östlichen Utah und im westlichen Colorado, große Bedeutung des Maisanbaus.

Ende des 14. Jahrhunderts beendete eine verheerende Dürre, welche den Maisanbau unmöglich machte, den Fremont-Komplex. Gleichzeitig verdrängten vordringende Nun-Gruppen, Vorfahren der heutigen Shoshonen und Comanche, die überlebenden Träger des Fremont-Komplexes aus dem Großen Becken.